# جيمس هنري روزفلت
جيمس هنري روزفلت (بالإنجليزية: James H. Roosevelt)‏ (و. 1800 – 1863 م) هو أمريكي، ولد في نيويورك، توفي عن عمر يناهز 63 عاماً.